# Dóra és barátai
A Dóra és barátai (eredeti cím: Dora and Friends: Into the City!) 2014-ben indult amerikai televíziós 2D-s számítógépes animációs sorozat, amely a Dóra, a felfedező című televíziós animációs sorozat spin-offja. Az animációs játékfilmsorozat alkotói Chris Gifford és Valerie Walsh Valdes, a producere Dana Chan. A zenéjét Peter Lurye szerezte. A tévéfilmsorozat készítői a Lowbar! Productions, a Nick Digital és a Viacom International. Műfaja oktató- és kalandfilmsorozat. Amerikában 2014. augusztus 18-ától a Nick Jr. vetíti, Magyarországon 2015. március 23-ától szintén a Nick Jr., 2015. március 30-ától a Nickelodeon, 2018. október 15-étől az M2 sugározza.

## Ismertető
A főhős, Dóra, aki a Dóra a felfedező című mese karaktere volt kisgyermekként, itt már tinédzsernek látható. Öt barátra is szert tesz. Az újabb történetei a barátaival most is kalandosak és tanulságosak.

## Kritikák
- A magyar szinkron énekhangja gyakran hamis.
- A magyar szinkronba néha angol szavakat is vegyítenek, ám nem szabályos, hanem magyaros kiejtéssel. A kiskorú magyar  nézők számára ez aligha éri el a nyelvtanítási célt.

## Szereplők
| Szereplő                 | Eredeti hang                                          | Magyar hang                       | Leírás |
| ------------------------ | ----------------------------------------------------- | --------------------------------- | --- |
| Dóra                     | Fátima Ptacek                                         | Mahó Andrea                       | Barna hajú és barna szemű lány, aki sok bűvös kalandban vesz részt. A megoldó képességével megoldja a problémát. A városával kapcsolatban új dolgokat fedez fel a barátaival és két nyelven is beszél. Készen áll bármikor, bármilyen újabb kalandra.           |
| Alana                    | Ashley Earnest                                        | Bognár Anna                       | Szőke hajú, zöld szemű lány. Atlétikai, magabiztos és nagy labdarúgó játékos. Jól ismert gyermek a suliban. Szereti az állatokat és kedveli az önkénteseket. |
| Emma                     | Kayta Thomas                                          | Csifó Dorina                      | Barna hajú, barna szemű lány. Nagy zenész, Piano-n hegedűn és gitáron játszik, valamint két nyelven is énekel. Felöltözik fényesen, amikor színpadon zenél. |
| Kate                     | Isabela Merced                                        | Kis-Kovács Luca                   | Vörös hajú, kék szemű lány. Szeret énekelni, táncolni és játszani. A színes személyisége miatt ismerik jól sokan a művészi iskolában. Szeret kitalált történeteket olvasni.                                                                                     |
| Naiya                    | Alexandria Suarez                                     | Wégner Judit                      | Barna hajú, barna szemű lány. Az iskolában a legjobb tanuló a lányok közül, jól megold rejtvényeket. A matematikában, a tudományos dolgokban és a nyelvek tanulásában nagyon ügyes. Szereti nézni az éjszakai égen levő csillagokat. Szereti a szülővárosát is. |
| Pablo                    | Eduardo Aristizabal (1. hang) Mateo Lizcano (2. hang) | Czető Roland Magyar Bálint (ének) | Barna hajú, zöld szemű fiú. Dóra osztálytársa, az egyik legjobb barátja a városban. Életerős, játékos és okos. Meg tud oldani bármilyen problémát, ami véletlenül történik. Szintén készen áll a kalandokra.                                                    |
| Térkép/Térkép-applikáció | Marc Weiner                                           | Lippai László                     | Dóra térképe, aki segíti Dórát a keresésben. Viszont, Dóra mobiltelefonjában mint alkalmazás szintén megjelenik. |

## Epizódok
| Évad | Évad          | Epizódok      | Eredeti sugárzás     | Eredeti sugárzás   | Magyar sugárzás   | Magyar sugárzás    |
| Évad | Évad          | Epizódok      | Évadpremier          | Évadfinálé         | Évadpremier       | Évadfinálé         |
| ---- | ------------- | ------------- | -------------------- | ------------------ | ----------------- | ------------------ |
|      | Bevezető rész | Bevezető rész | 2011. augusztus 7.   | 2011. augusztus 7. | n/a               | n/a                |
|      | 1             | 20            | 2014. augusztus 18.  | 2016. február 5.   | 2015. március 30. | 2015. november 9.  |
|      | 2             | 20            | 2015. szeptember 10. | 2017. február 5.   | 2016. május 20.   | 2016. november 26. |

## 3. évad
- A rajzfilmnek a készítők szenteltek egy 3. évadot is, de ez sajnos elkaszálásra került.